# Dos caraduras en Texas
Dos caraduras en Texas (en italiano: Per un pugno nell'occhio) es una coproducción italiana y española dirigida por Michele Lupo y protagonizada por el dúo cómico Franco Franchi y Ciccio Ingrassia, de género comedia western. Es una parodia de Por un puñado de dólares.

## Reparto
- Franco Franchi: Franco
- Ciccio Ingrassia: Ciccio
- Jesús Puente: Capitán Hernández
- Francisco Morán: Don Ramón Cocos
- Lina Rosales: Consuelo
- Aurora Julia: Carmencita
- Carmen Esbrí: Marisol
- Tito Garcia: Pedro "el Terrible"
- Emilio Rodríguez: Don Alonso Brenton
- Álvaro de Luna: Sargento Black
- Paco Camoiras: Trombetta
- Rafael Albaicín: Benito cocos